# Stanley Corrsin
Stanley Corrsin (* 3. April 1920 in Philadelphia, Pennsylvania; † 2. Juni 1986) war ein US-amerikanischer Ingenieur, der sich mit Hydrodynamik und Aerodynamik befasste. Er war Professor an der Johns Hopkins University.
Corrsin studierte an der University of Pennsylvania mit dem Bachelor-Abschluss 1940 und am Caltech, wo er am Guggenheim Aeronautical Laboratory unter Theodore von Kármán arbeitete, 1942 seinen Master-Abschluss erhielt und 1947 bei Hans Liepmann über turbulente Jet-Strahlen promoviert wurde. Im Zweiten Weltkrieg war er auch an Kriegsprojekten beteiligt wie einem geheimen Projekt über laminare Tragflügelprofile. Ab 1947 war er Assistant Professor, 1951 Associate Professor und 1955 Professor an der Johns Hopkins University in Baltimore. 1981 wurde er dort Theophilus Halley Smoot Professor of Engineering.
Er arbeitete sowohl theoretisch als auch experimentell in der Hydrodynamik und befasste sich speziell mit Turbulenz, zum Beispiel turbulente Mischung und Grenzflächen von turbulenter zu laminarer Strömung. Später befasste er sich mit biologischen Anwendungen der Hydrodynamik (Aerodynamik von Vögeln wie dem Albatros, Formationsflug von Vögeln, Blutfluss u. a.).
1979 erhielt er den Otto-Laporte-Preis, 1986 die Von-Karman-Medaille und 1983 den Hydrodynamik-Preis der American Physical Society. Er war Mitglied der National Academy of Engineering (1980), Fellow der American Physical Society und der American Academy of Arts and Sciences (1963). Corrsin war Ehrendoktor der Universität Lyon.
Zu seinen Doktoranden zählte John L. Lumley.

## Schriften
- Turbulence- experimental methods, in Siegfried Flügge, Clifford Truesdell (Herausgeber) Handbuch der Physik, Band VIII/2, Strömungsmechanik, Springer Verlag 1962, S. 524–590